# چخوف کانت
چخوف کانت (به لهستانی:  Czechów Kąt) یک روستا در لهستان است که در گمینا ریوویتس واقع شده‌است.